# Lancashire Heeler

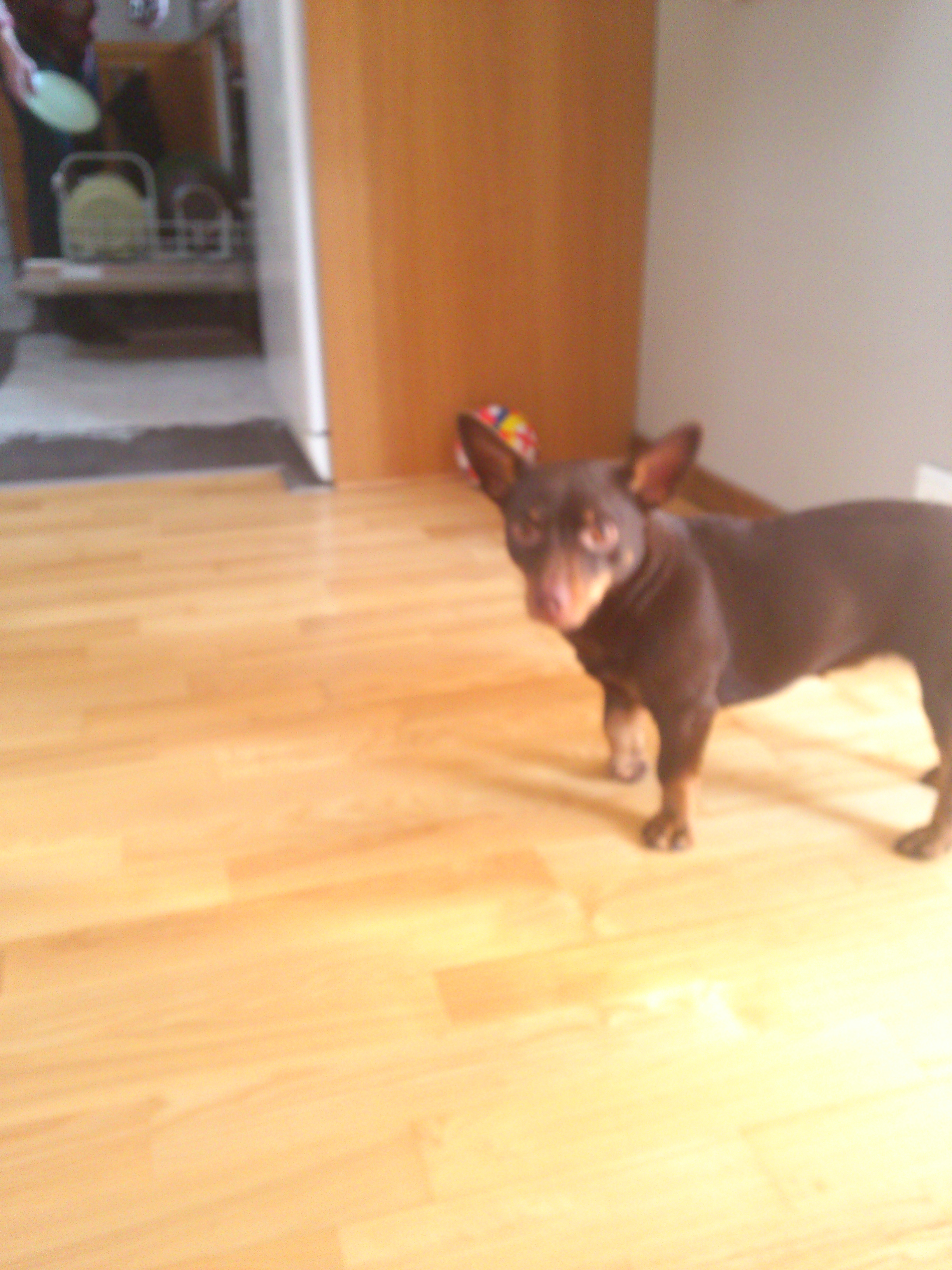
Lancashire Heeler marrón hígado y fuego hembra

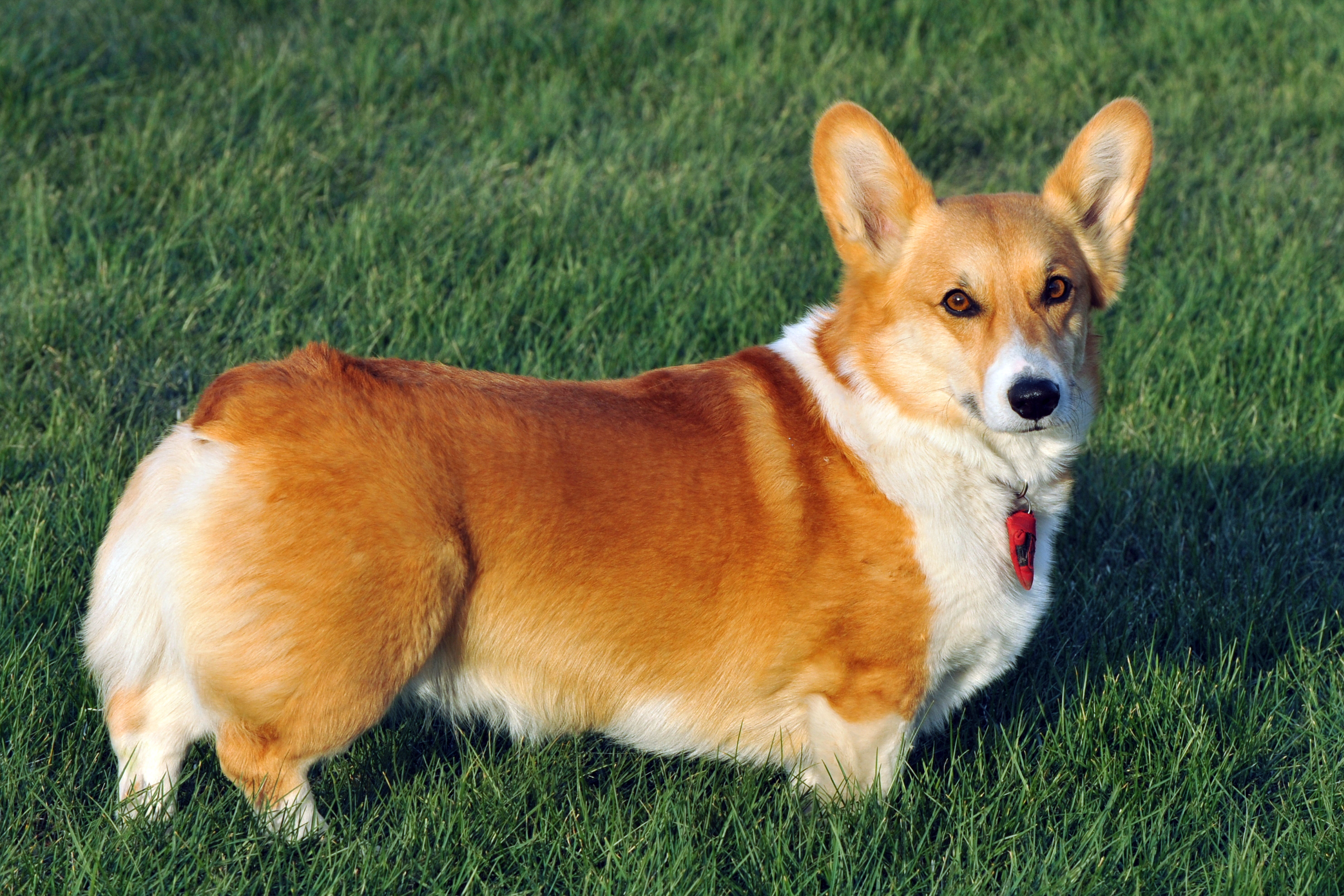
Corgi galés de Pembroke, raza relacionada

El Lancashire Heeler es una raza de perro desarrollada como pastor para la trashumancia y el pastoreo de rebaños.
Se encuentra registrado en The Kennel Club como raza vulnerable. Se piensa que el Corgi galés de Pembroke está relacionado con esta raza.